# Космас Думбиотис
Космас Думбиотис (на гръцки: Κοσμάς Δουμπιώτης) е гръцки офицер, революционер и политик, лидер на Олимпийското въстание в 1878 година.

## Биография
Космас Думбиотис е роден през 1826 година на Скопелос. Майка му е от Никити, Халкидика. След смъртта на баща си е осиновен от Астерьос Думбиотис, брат на Константинос Думбиотис. Като капитан на гръцката армия, става лидер на въстанието от 1878 година в района на Олимп. Думбиотис нахлува в Македония с 500 души, транспортирани по море с два гръцки кораба.
Думбиотис, който не блести с лидерски качества, прави серия от статегически грешки. Така вместо да овладее Катерини веднага след влизането в Литохоро, той започва дълги преговори с представителиje на християнската и мюсюлманската община в града Николаос Бицос и Дервиш паша, чиято цел е да забавят преговорите до пристигането на османски подкрепления. Бицос и брат му - преводач в британското консулство в Солун, излъгват Думбиотис, че Катерини ще се предаде, но при условие въстаниците да не влизат в града. Такива части пристигат и османците атакуват бунтовниците в Олимп. Думбиотис прави и втора тактическа грешка като разделя основните си части на две, изпращайки Георгиос Захилас в Рапсани, Южен Олимп.
На 24 февруари/8 март Думбиотис тръгва с отряда си от 400 души и 65 литохорци срещу черкезкото село Тохово, оставяйки така Литохоро неохранявано. Основната му цел е да повдигне духа на околните села, страдащи от нападенията на черкезите, но селяните не въстават масово. След четиридневен изтощителен марш през селата Вронду, Зязяко, Ритини и Дранища, стигат до Радяни. Към Думбиотис се присъединяват капитаните Панайотис Калогирос и Георгиос Давелис, както и епископ Николай Китроски, водач на напусналите Колиндрос бунтовници.
Въстаниците преценяват, че частите събрани при Радяни са недостатъчни за нападение над Тохово и основна цел на Думбиотис става овладяването на Петренския манастир и подкрепата на бунта в Китроската епархия. Решено е въстаническите сили да се разделят. Епископ Николай Китроски заедно с помощника си Михалис Дзимас и 80 души през манастира „Вси светии“ стигат до Палатиция, където се присъединяват към Вангелис Хостевас, солунчанина Атанасиос Кокоравас, местния капитан Константинос Киркопулос и лекаря Димостенис Калостипис. 600-те въстаници от Колиндрос настаняват семействата си във „Вси светии“ над Палатиция и след това заемат десния бряг на река Бистрица (Алиакмонас) и отбиват турските атаки, като печелят победа над турско-албански части при Продромос.
На 15/27 март обаче 800 турци настъпват към манастира „Вси светии“, където са събрани въстаническите жени и деца. Въстаниците са уведомени същия ден и на следния дават дълго сражение при манастира, като успяват да спасят около 300 семейства. След това се оттеглят с тежък поход през Спорлита, Велвендо и потъналата в сняг Фламбуро към Сервия, насърчавани от Никола Китроски и Кокоравас.
След разгрома на Литохоро и Рапсани, Думбиотис през Кокиноплос стига до Скамния и оттам на югозапад до Поляна, където се сблъсква с османски части. Недостигът на боеприпаси обаче кара Думбиотис да се оттегли към Хасия, за да чака подкрепления, изпратени от Македонския комитет. В средата на март Комитетът подготвя нова експедиционна част от 300 души под командата на Янакис Олимпиос, Гулас Нелас и Епаминондас Закас, внук на Янулис Зякас. Действията на османските власти обаче успяват да предотвратят дебаркирането им под Олимп. Три нови чети са създадени под командването на Янакис Олимпиос, К. Криемадис и К. Георгиадис, но и те не навлизат в Македония и остават в Тесалия.
В края на март Думбиотис се събира с епископ Николай в село Концико. В началото на април четата на Думбиотис е край Дескати в очакване на подкрепления, а по-късно се мести при село Портес в Аграфа. Тук Думбиотис праща Каровангос и Йоанис Пасхалис да се срещнат с водача на тесалийското въстание Константинос Исхомахос с искания за подкрепления.
Великобритания, която е остър противник на Санстефанския договор, се опитва да умиротвори гръцкото правителство в Атина. На 16 април 1878 година след преговори в Смоково и под натиск на гръцкия консул в Атина Мерлин и на консула в Солун Блънт е подписано примирие между османските сили и гръцките бунтовници. Бунтовническите части на Думбиотис и епископ Николай заедно с Коровангос и 400 бежанци се оттеглят на гръцка територия.
През 1899 година Думбиотис е избран за депутат от Спорадите и като най-стар депутат е временен председател на Камарата. 
Умира през 1922 година.